# Divadlo Na Prádle
Divadlo Na Prádle je malá divadelní scéna na Malé Straně v Praze 1 v ulici Besední 487/3.
Divadlo kromě vlastní tvorby nabízí inscenace některých dalších amatérských i profesionálních divadelních spolků. Název divadla je odvozen od blízkého kostela sv. Jana Křtitele Na prádle. Budovu v Besední ulici sdílí s Nadací Český hudební fond.

## Historie

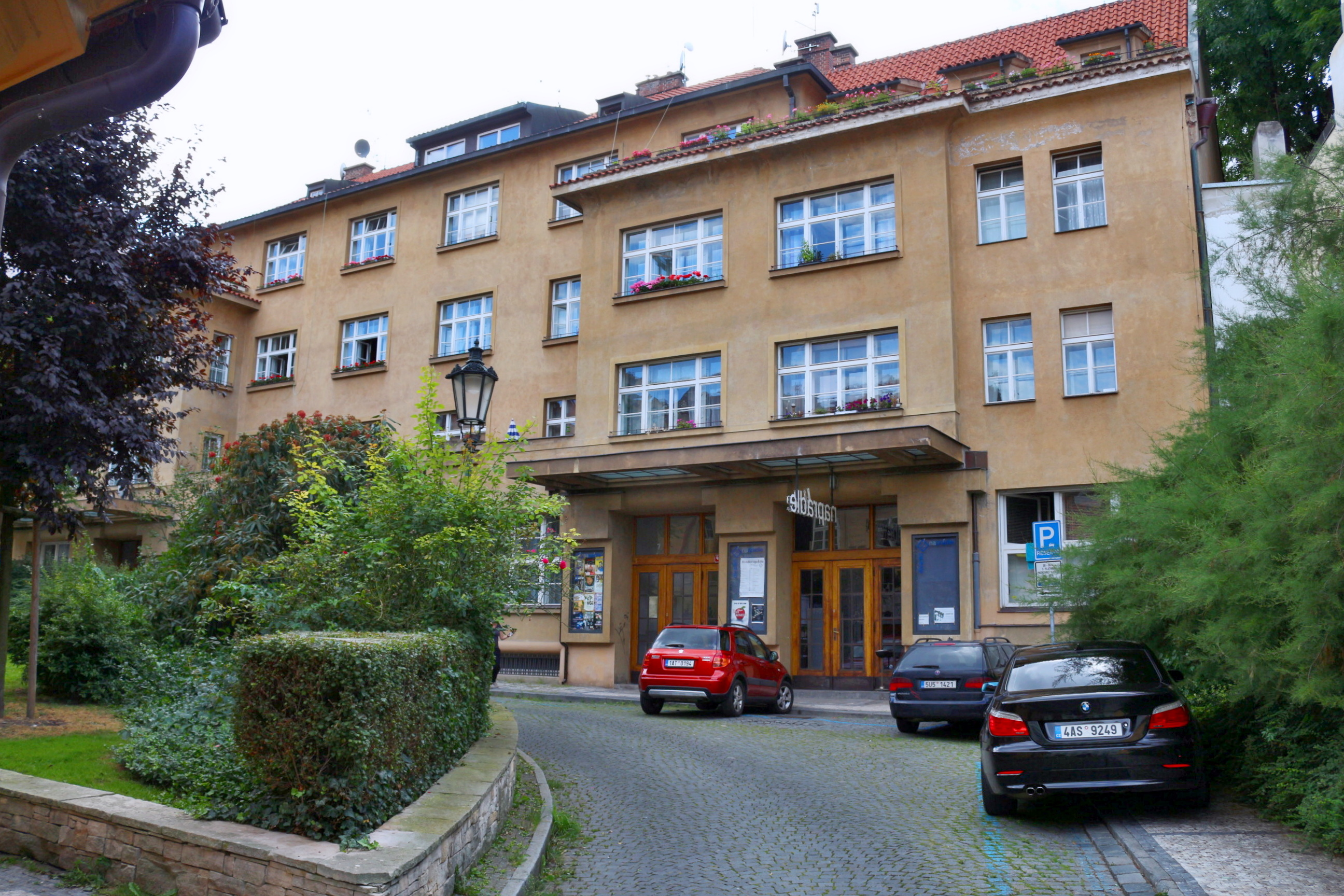
Budova, kde sídlí divadlo

Prostory, ve kterých se Divadlo Na Prádle nachází, jsou spojeny s Uměleckou besedou. V roce 1926 tam tento spolek získal nové sídlo. Tamější ulice byla nazvána Besední.
Umělecká beseda byla významným dějištěm tehdejšího kulturního života. V roce 1927 zde např. působil avantgardní divadelní spolek DaDa v čele s Jiřím Frejkou a E. F. Burianem. Při jejich prvním představení 9. dubna 1927 zazněla hudba mladého Jaroslava Ježka, která však poté nenávratně zmizela.[zdroj?] Dne 19. dubna téhož roku se v divadelní suterénní dvoraně odehrála premiéra hry Osvobozeného divadla, autorské dvojice Voskovec+Werich, Vest pocket revue.
V téže době se zde konaly také plesy a koncerty. Při některých z nich hrál a zpíval Voice-band E. F. Buriana a údajně poprvé v Praze zde uvedl nový tanec charleston.
Po válce bylo v Besedním domě krátce divadlo a následně kino.
Divadlo Na Prádle zde začalo fungovat začátkem roku 2001. Poté byla činnost divadla na delší čas přerušena od srpna roku 2002, a to kvůli povodním a následné rekonstrukci. Divadlo bylo znovu otevřeno v roce 2003.
Do roku 2008 bylo divadlo Na Prádle domovskou scénou Sdružení osamělých písničkářů, které organizuje Jan Burian.

## Herci
Mezi herce Divadla Na Prádle se řadí např.: Igor Bareš, Ondřej Cihlář, Martina Delišová, Eva Hodinová, David Kašpar, Zdeněk Košata, Petr Křiváček, Petr Marek, Radek Rýda nebo Jakub Saic.

## Další prostory
K Divadlu Na Prádle patří ještě jeho Galerie a Kavárna.